# Hückhausen
Hückhausen ist eine Ortschaft der Stadt Wiehl im Oberbergischen Kreis im Regierungsbezirk Köln in Nordrhein-Westfalen (Deutschland).

## Lage und Beschreibung
Der Ort  liegt  in Luftlinie rund 4,5 km nordwestlich vom Stadtzentrum von Wiehl entfernt. Die benachbarten Ortschaften sind Wiehlsiefen, Oberbantenberg und Weiershagen. Hückhausen liegt südlich der Bundesautobahn 4.

## Geschichte

### Erstnennung
Wahrscheinlich 1351 wird der Ort das erste Mal urkundlich erwähnt, und zwar „Aelf van Hudenkusen wird bei einem Raubzug der Bergischen sein Hausrat im Wert von 10 Gulden genommen.“
Die Schreibweise der Erstnennung war Hodinchusin. Eine sichere Nennung erfolgte im Jahr 1454 als Hudenkusen (Archiv Wiesbaden).
Ebenfalls wird Hückhausen in der A. Mercator-Karte von 1575 als Hudickhausen genannt. In den Futterhaferzetteln der Herrschaft Homburg von 1580 werden für Hoedenkaussenn ein Bergischer und 4 Saynische Untertanen als Abgabepflichtige gezählt.
Eisensteinabbau im Hückhauser Hof im 19. Jahrhundert ist belegt.

## Freizeit

### Wander- und Radwege
- Der Ortwanderweg nach Engelskirchen-Ösinghausen durchläuft Hückhausen.
- Der Ortwanderweg nach Gummersbach-Dieringhausen durchläuft Hückhausen.